# Infraero
Empresa Brasileira de Infraestrutura Aeroportuária - Infraero ist ein im Jahr 1973 gegründeter brasilianischer Flughafenbetreiber in Form eines öffentlichen Unternehmens. Er ist der größte Flughafenbetreiber des Landes und betreibt die umsatzstärksten brasilianischen Flughäfen, darunter nahezu sämtliche internationalen Flughäfen. Das Unternehmen ist auch für die Flugverkehrskontrolle zuständig.
Dem Unternehmen gehören 66 Flughäfen (Marktanteil von 97 %), 81 Flugsicherungsanlagen und 32 Fracht-Terminals in Brasilien. Es ist Arbeitgeber von über 13.000 Personen. Im Jahr 2010 haben die Infraero-Flughäfen 1,8 Mio. Starts und Landungen vollzogen, 155,3 Mio. Passagiere und 1,3 Mio. Tonnen Frachtgut abgefertigt.
Nach dem Unfall des TAM-Linhas-Aéreas-Flug 3054 mit 199 Toten wurde der Chef Carlos Pereira entlassen, da die Aquaplaning-gefährdete Landebahn wieder freigegeben wurde trotz fehlender Rillen zur Entwässerung.

## Liste der Flughäfen unter der Verwaltung von Infraero
nach Regionen

### Região Norte
- Carajás - Aeroporto de Carajás

### Região Nordeste
- Aracaju - Aeroporto Internacional de Aracaju
- Campina Grande - Aeroporto de Campina Grande
- Ilhéus - Aeroporto de Ilhéus
- João Pessoa - Aeroporto Internacional Castro Pinto
- Juazeiro do Norte - Aeroporto Regional do Cariri
- Maceió - Aeroporto Internacional Zumbi dos Palmares
- Cajazeiras - Aeroporto de Cajazeiras
- Paulo Afonso - Aeroporto de Paulo Afonso
- Recife - Aeroporto Internacional do Recife

### Região Sudeste
- Belo Horizonte
  - Aeroporto Carlos Prates
  - Aeroporto Belo Horizonte
- Campos dos Goytacazes - Aeroporto Bartolomeu Lysandro
- Macaé - Aeroporto de Macaé
- São José dos Campos - Aeroporto de São José dos Campos
- Rio de Janeiro
  - Aeroporto de Jacarepaguá (Aeroporto Roberto Marinho)[8]
  - Aeroporto Santos Dumont
- Vitória - Aeroporto de Vitória

### Região Sul
- Bagé - Aeroporto Internacional Comandante Gustavo Kraemer
- Curitiba - Aeroporto Internacional Afonso Pena

### Ehemalig verwaltete Flughäfen
- Campo Grande - Flughafen Campo Grande[9]

Im April 2021 wurde in einer Auktion die Betreiberkonzessionen für 22 Flughäfen an Companhia de Concessões Rodoviárias eine Tochtergesellschaft von Companhia de Concessões Rodoviárias neu vergeben:

#### Região Norte
- Boa Vista - Aeroporto Internacional de Boa Vista
- Cruzeiro do Sul - Aeroporto de Cruzeiro do Sul
- Manaus - Aeroporto Internacional de Manaus
- Palmas - Aeroporto de Palmas
- Porto Velho - Aeroporto Internacional de Porto Velho
- Rio Branco - Aeroporto Internacional do Rio Branco
- Tabatinga - Aeroporto Internacional de Tabatinga
- Tefé - Aeroporto de Tefé

#### Região Nordeste
- Imperatriz - Aeroporto de Imperatriz
- Petrolina - Aeroporto de Petrolina
- São Luís - Aeroporto Internacional Marechal Cunha Machado

#### Região Centro-Oeste
- Goiânia - Aeroporto Internacional Santa Genoveva
- Teresina - Aeroporto Senador Petrônio Portella

#### Região Sul
- Curitiba - Aeroporto do Bacacheri
- Foz do Iguaçu - Aeroporto de Foz do Iguaçu
- Joinville - Aeroporto de Joinville
- Londrina - Aeroporto de Londrina
- Navegantes - Aeroporto Internacional de Navegantes
- Pelotas - Aeroporto Internacional de Pelotas
- Uruguaiana - Aeroporto Rubem Berta[11]

Im August 2022 wurden folgende Konzessionen an die Firmen Aena, Consórcio Novo Norte,  XP Infra IV FIP em Infraestrutura neu vergeben:

#### Região Centro-Oeste
- Corumbá - Aeroporto Internacional de Corumbá
- Cuiabá - Aeroporto Internacional Marechal Rondon
- Ponta Porã - Aeroporto Internacional de Ponta Porã

#### Região Norte
- Altamira - Aeroporto de Altamira
- Marabá - Aeroporto de Marabá
- Santarém - Aeroporto de Santarém

- Belém
  - Flughafen Belém
  - Aeroporto Júlio César
- Macapá - Aeroporto Internacional de Macapá

#### Região Sudeste
- Montes Claros - Aeroporto de Montes Claros
- São Paulo
  - Aeroporto Campo de Marte
  -  de Congonhas/São Paulo
- Uberaba - Aeroporto de Uberaba
- Uberlândia - Aeroporto de Uberlândia

## Motto
„Prover infraestrutura e serviços aeroportuários e de navegação aérea, contribuindo para a integração nacional e o desenvolvimento sustentável do país.“ – zu Deutsch: „Bedienen der gesellschaftlichen Erfordernisse für Flughäfen und deren Infrastruktur, Beitrag zu einer dauerhaften Entwicklung Brasiliens.“